# Rothia rhaeoides
Rothia rhaeoides là một loài bướm đêm trong họ Noctuidae.